# Podezření (český seriál)
Podezření je třídílná minisérie České televize z roku 2022 s Klárou Melíškovou v hlavní roli. Pojednává o zdravotní sestře, která se stane hlavní podezřelou v případu záhadného úmrtí pacientky v nemocnici.
Minisérie získala dva České lvy za nejlepší televizní film nebo minisérii a za nejlepší ženský herecký výkon v hlavní roli pro Kláru Melíškovou. Další dvě nominace na nejlepší scénář a nejlepší ženský herecký výkon ve vedlejší roli pro Denisu Barešovou zůstaly nevyužity. Klára Melíšková získala rovněž čestné uznání od poroty za svůj herecký výkon na festivalu Serial Killer.
Díky svému uvedení na mezinárodním festivalu Serial Killer v Brně byla minisérie vybrána do soutěžní sekce festivalu Berlinale. Jde tak o první český seriál, kterému se to podařilo.

## Obsazení
| Klára Melíšková      | Hana Kučerová                          |
| Denisa Barešová      | Tereza Kučerová, dcera Hany            |
| Igor Chmela          | Roman Kučera, exmanžel Hany            |
| Jan Nedbal           | Filip Dezort, expartner Terezy         |
| Viktor Zavadil       | Michal Obdržálek, partner Terezy       |
| Miroslav Hanuš       | advokát JUDr. Pavel Novák              |
| Jan Bidlas           | státní zástupce JUDr Jindřich Sekanina |
| Petr Lněnička        | ředitel nemocnice Bc. Karel Kříž       |
| Ivan Trojan          | doktor MUDr. Dalibor Vaculík           |
| Jakub Špalek         | primář MUDr. Zdeněk Mácha              |
| Elizaveta Maximová   | Larysa Klimenková                      |
| Johana Matoušková    | Barbora Daňková                        |
| Petr Jeništa         | Stanislav Macháček                     |
| Natálie Drabiščáková | prodavačka Dostálová                   |
| Marek Pospíchal      | kapitán Berka                          |
| Marie Ludvíková      | soudkyně Lochmanová                    |
| Eva Novotná          | soudkyně Ziková                        |